# Чемпионат Сербии по волейболу среди женщин
Чемпионат Сербии по волейболу среди женщин — ежегодное соревнование женских волейбольных команд Сербии. Проводится с сезона 2006/07 после распада Государственного Союза Сербии и Черногории и образования независимого Волейбольного союза Сербии. 
Соревнования проходят в четырёх дивизионах — Суперлиге, 1-й лиге, 1-й лиге «Б», 2-й лиге. Организатором чемпионатов является Волейбольная лига Сербии.

## Формула соревнований (Суперлига)
Чемпионат 2024/2025 в Суперлиге проходил в два этапа — предварительный и плей-офф. На предварительной стадии команды играли в два круга. 8 лучших команд вышли в плей-офф и далее по системе с выбыванием определили финалистов, которые разыграли первенство. Серии матчей плей-офф проводились до двух (в четвертьфинале и полуфинале) и до трёх (в финале) побед одного из соперников.
За победу со счётом 3:0 и 3:1 команды получают 3 очка, 3:2 — 2 очка, за поражение со счётом 2:3 — 1 очко, 0:3 и 1:3 — 0 очков.
В чемпионате 2024/25 в Суперлиге участвовали 12 команд: «Железничар» (Лайковац), ТЕНТ (Обреновац), «Уб», «Црвена Звезда» (Белград), «Срем» (Сремска-Митровица), «Единство» (Стара-Пазова), «Единство» (Ужице), «Раднички» (Белград), «Партизан» (Белград), «Спартак» (Суботица), «Инджия», «Омладинац» (Нови-Бановци). Чемпионский титул выиграл «Железничар», победивший в финальной серии «Уб» 3-2 (3:1, 2:3, 3:1, 0:3, 3:0). 3-е место занял ТЕНТ.

## Призёры
| Сезон   | 1-е место                 | 2-е место               | 3-е место                |
| ------- | ------------------------- | ----------------------- | ------------------------ |
| 2006/07 | «Поштар»-064 Белград      | «Единство» Ужице        | «Црвена Звезда» Белград  |
| 2007/08 | «Поштар»-064 Белград      | «Црвена Звезда» Белград | «Динамо-Азотара» Панчево |
| 2008/09 | «Поштар»-064 Белград      | «Црвена Звезда» Белград | «Динамо-Азотара» Панчево |
| 2009/10 | «Црвена Звезда» Белград   | «Спартак» Суботица      | ТЕНТ Обреновац           |
| 2010/11 | «Црвена Звезда» Белград   | «Визура» Белград        | ТЕНТ Обреновац           |
| 2011/12 | «Црвена Звезда» Белград   | «Спартак» Суботица      | «Визура» Белград         |
| 2012/13 | «Црвена Звезда» Белград   | «Спартак» Суботица      | «Визура» Белград         |
| 2013/14 | «Партизан-Визура» Белград | «Црвена Звезда» Белград | ТЕНТ Обреновац           |
| 2014/15 | «Визура» Белград          | «Спартак» Суботица      | «Црвена Звезда» Белград  |
| 2015/16 | «Визура» Белград          | «Единство» Стара-Пазова | «Спартак» Суботица       |
| 2016/17 | «Визура» Белград          | «Единство» Стара-Пазова | «Црвена Звезда» Белград  |
| 2017/18 | «Визура» Рума             | «Црвена Звезда» Белград | «Железничар» Лайковац    |
| 2018/19 | «Железничар» Лайковац     | «Единство» Стара-Пазова | «Црвена Звезда» Белград  |
| 2019/20 | ТЕНТ Обреновац            | «Единство» Стара-Пазова | «Уб»                     |
| 2020/21 | «Уб»                      | ТЕНТ Обреновац          | «Единство» Стара-Пазова  |
| 2021/22 | «Црвена Звезда» Белград   | «Уб»                    | «Железничар» Лайковац    |
| 2022/23 | «Единство» Стара-Пазова   | «Уб»                    | «Железничар» Лайковац    |
| 2023/24 | «Единство» Стара-Пазова   | ТЕНТ Обреновац          | «Железничар» Лайковац    |
| 2024/25 | «Железничар» Лайковац     | «Уб»                    | ТЕНТ Обреновац           |